# Olympische Sommerspiele 1996/Teilnehmer (Bolivien)
| Gelbes Symbol für Goldmedaillen mit stilisierten Olympischen Ringen | Graues Symbol für Silbermedaillen mit stilisierten Olympischen Ringen | Braundes Symbol für Bronzemedaillen mit stilisierten Olympischen Ringen |
| ------------------------------------------------------------------- | --------------------------------------------------------------------- | ----------------------------------------------------------------------- |
| —                                                                   | —                                                                     | —                                                                       |

Bolivien nahm bei den Olympischen Sommerspielen 1996 zum neunten Mal an Olympischen Sommerspielen teil. Die Mannschaft bestand aus acht Sportlern, von denen sechs Männer und zwei Frauen waren. Sie starteten in neun Wettbewerben in fünf Sportarten. Die jüngste Teilnehmerin war die Schwimmerin Ximena Escalera mit 16 Jahren und 199 Tagen, der älteste war der Leichtathlet Policarpio Calizaya mit 33 Jahren und 329 Tagen. Die bolivianische Fahne wurde während der Eröffnungsfeier am 19. Juli 1996 von Policarpio Calizaya in das Olympiastadion getragen.

## Teilnehmer
| Name                | Alter | Geschlecht | Sportart       | Resultat(e)                                |
| ------------------- | ----- | ---------- | -------------- | ------------------------------------------ |
| Policarpio Calizaya | 33    | männlich   | Leichtathletik | Platz 91 im Marathon                       |
| Jorge Castellón     | 27    | männlich   | Leichtathletik | Platz 9 im sechsten Vorlauf über 100 Meter |
| Ximena Escalera     | 16    | weiblich   | Schwimmen      | Platz 35 über 100 Meter Rücken             |
| Tony Inglesias      | 23    | männlich   | Wasserspringen | Platz 27 vom Brett; Platz 30 vom Turm      |
| Geovanna Irusta     | 20    | weiblich   | Leichtathletik | Platz 34 über 10 Kilometer Gehen           |
| Claus Martínez      | 20    | männlich   | Radsport       | 1000-Meter-Sprint                          |
| David Pereyra       | 20    | männlich   | Schwimmen      | Platz 58 über 100 Meter Schmetterling      |
| Miguel Robles       | 21    | männlich   | Fechten        | Platz 40 im Säbel-Einzel                   |